# スイカバー

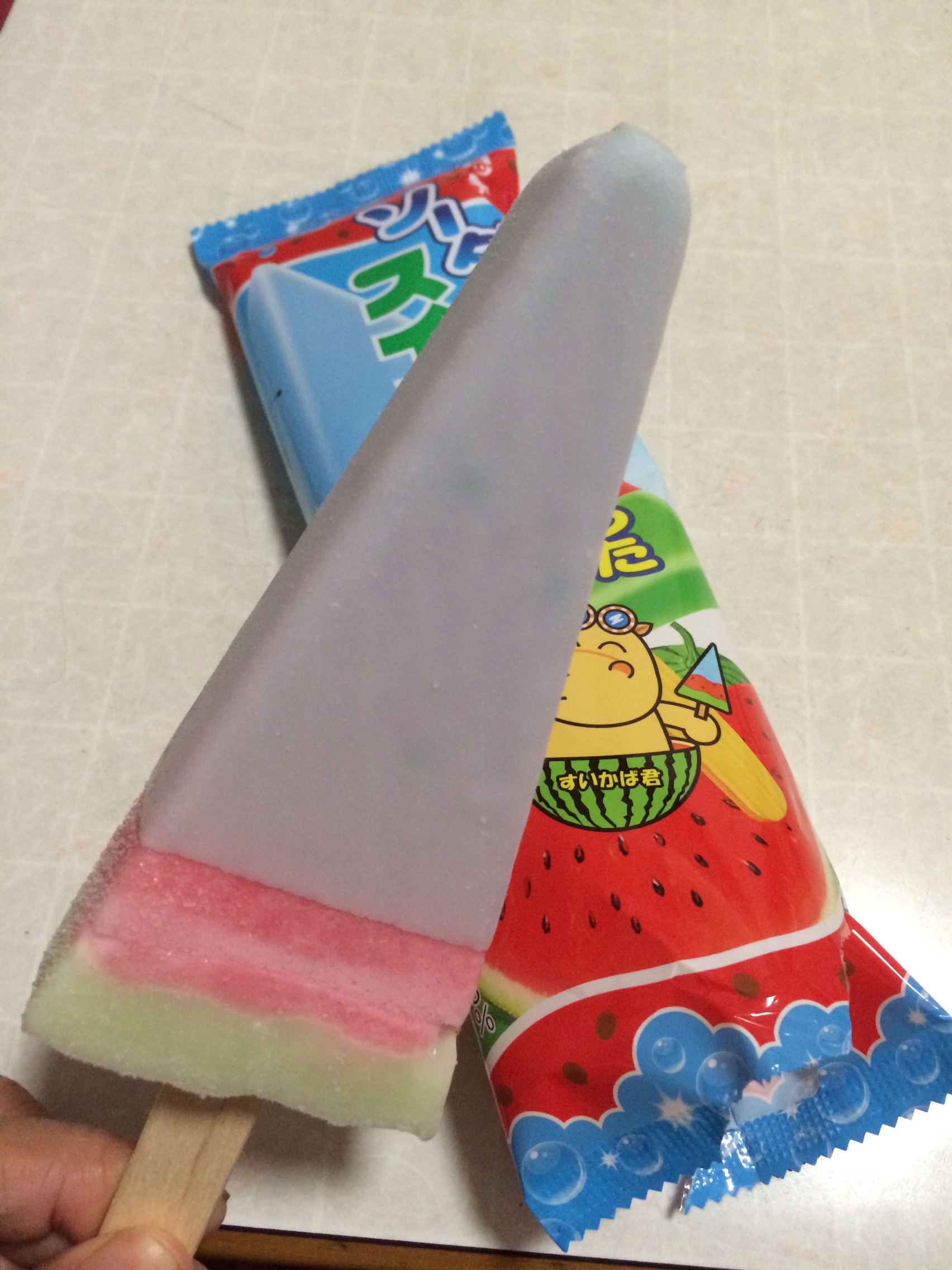
スイカバー（2014年の期間限定版）

スイカバーは、ロッテより1986年から販売されているアイスキャンディーである。主な特徴はアイスをスイカを切った際の断面に見立てたことであり、スイカの種もチョコレートで再現している。
パッケージにはイメージキャラクターのすいかばマン(カバ)が登場している。
箱アイス（単体のものよりサイズは小さい）も販売しており、箱アイスにはスイカバーとメロンをモチーフにしたメロンバーの2種類が入っている。メロンバーにも種チョコがスイカバー同様入っており、白チョコとなっている。2008年に期間限定で単体でも販売された。
元々スイカバー自体は春と夏のみの限定品だが、期間限定のスイカバーも作られており、これまでに「種ぎっしりスイカバー」、「チョコかけちゃったスイカバー」、「杏仁かけちゃったスイカバー」などが発売された。

## 誕生の経緯
ロッテによると、食べているだけで夏を感じられ、楽しい気持ちになれるアイスを作りたいという思いからスイカバー誕生したという。当時からスイカは夏の定番として親しまれていた一方、それを菓子にした例はなかったという。
イチゴやメロンとは違い、スイカは風味が弱いため、リアルに再現しようとすると青臭くなってしまうため、味を忠実に再現するのではなく、スイカの果汁を5%にしたうえで、「甘くて赤い」というイメージを先行する形で味を構築していったとロッテの担当者はオリコンの記事の中で説明している。同様の理由から、他社から類似品が出ていないのだろうとロッテの担当者は推測している。
また、三角形という形状も本物のスイカがそのように切り分けられることに由来しており、棒アイスとしては一般的な四角形に比べると箱の中での安定性が弱く、売り場で売りにくいという指摘があったという。
当初、種の部分はチョコチップにする案もあったが、くちどけが悪かったため、チョコレートでコーティングしたパフが採用された。

## 反響
オリコンの水野幸則は、ヒットの理由としてこの製品が春季・夏季限定品であることを挙げており、夏ならではの製品というコンセプトに合ったプランディングができたと分析している。また、水野は定番のスイカバーだけでなく、「チョコかけちゃったスイカバー」といった変わり種も発売したこともロングセラーの一因だと述べており、ロッテの担当者もこの製品の遊び心の強さを認めている。

## 派生商品
2025年、「スイカ&メロンバーグミ」が発売された。

## イメージキャラクター
すいかば君1998年から2017年までのイメージキャラクター
すいかばちゃん2001年から2013年まで登場した「すいかば君」のガールフレンド
すいかば美ちゃん2014年から2017年まで登場した「すいかば君」の妹
すいかばマン2018年以降のイメージキャラクター
かばメロちゃん「すいかばマン」の友達